# تپه چی چی خوار
تپه چی چی خوار مربوط به هزاره دوم و۱ قبل از میلاد است و در شهرستان سقز، روستای چی چی خوار واقع شده و این اثر در تاریخ ۱۱ دی ۱۳۸۰ با شمارهٔ ثبت ۴۶۶۹ به‌عنوان یکی از آثار ملی ایران به ثبت رسیده است.